# Alcides da Conceição Lima Filho
Alcides da Conceição Lima Filho, mais conhecido como Alcides Lima, (Boa Vista, 15 de abril de 1945) é um engenheiro agrônomo, advogado e político brasileiro que foi deputado federal por Roraima.

## Dados biográficos
Filho de Alcides da Conceição Lima e Haydée Magalhães Lima. Engenheiro agrônomo formado na Universidade de Brasília e pós-graduado em Economia Regional pela Universidade Federal do Pará. Trabalhou durante algum tempo no Amazonas e em Rondônia antes de retornar a Boa Vista, onde prestou serviços à Associação de Crédito e Assistência Social e na Comissão de Financiamento da Produção. Eleito vereador da capital roraimense via MDB em 1976, foi para o PDS após o fim do bipartidarismo no governo João Figueiredo. Eleito deputado federal por Roraima em 1982, ausentou-se na votação da Emenda Dante de Oliveira em 1984, contudo escolheu Tancredo Neves no Colégio Eleitoral em 1985 e a seguir ingressou no PFL. Candidato a reeleição em 1986, amargou uma suplência. Durante o quatriênio seguinte, foi secretário de Agricultura no governo Getúlio Cruz e retornou à Câmara dos Deputados no período em que Mozarildo Cavalcanti foi secretário de Saúde no governo Romero Jucá.
Presidente do diretório regional do PFL, foi derrotado ao disputar uma vaga de senador em 1990 e dois anos depois implantou e dirigiu a Empresa de Desenvolvimento Urbano e Habitacional de Boa Vista quando Barac Bento era prefeito da cidade. Derrotado em sua candidatura a deputado estadual em 1994, transferiu-se para o PPB um ano depois. Em 1997 formou-se advogado sendo também professor da Universidade Federal de Roraima.